# 洧川县
洧川县，中国旧县名。
金朝兴定二年（1218年）析尉氏县宋楼镇置，治所在今河南省尉氏县西南。属开封府。元朝时属汴梁路。明朝洪武二年（1369年）迁治今洧川镇。明、清属开封府。1947年又与长葛县合并为长洧县。1948年底仍恢复长葛、洧川两县。1949年后隶属于开封专区。1954年并入长葛县。 